# Madotheca polita
Madotheca polita là một loài rêu tản trong họ Porellaceae. Loài này được (Mitt.) Stephani miêu tả khoa học lần đầu tiên năm 1897.